# Cantone di Gentioux-Pigerolles
Il Cantone di Gentioux-Pigerolles era una divisione amministrativa dell'arrondissement di Aubusson.
A seguito della riforma approvata con decreto del 17 febbraio 2014, che ha avuto attuazione dopo le elezioni dipartimentali del 2015, è stato soppresso.

## Composizione
Comprendeva i comuni di:
- Faux-la-Montagne
- Féniers
- Gentioux-Pigerolles
- Gioux
- La Nouaille
- La Villedieu
- Saint-Marc-à-Loubaud